# Challuy
Challuy település Franciaországban, Nièvre megyében. Lakosainak száma 1468 fő (2022. január 1.). Challuy Nevers, Magny-Cours, Gimouille, Marzy, Saincaize-Meauce és Sermoise-sur-Loire községekkel határos.

## Népesség
A település népességének változása:
| Lakosok száma | 1521 | 1540 | 1679 | 1537 | 1531 | 1526 | 1522 | 1517 | 1468 |
|               | 2013 | 2015 | 2016 | 2017 | 2018 | 2019 | 2020 | 2021 | 2022 |